# Saint-Ursanne
Saint-Ursanne (Duits: Sankt Ursitz) is een stadje en voormalige gemeente in het Zwitserse kanton Jura en maakt deel uit van de gemeente Clos du Doubs in het district Porrentruy.
Saint-Ursanne telt 689 inwoners. De plaats ligt aan de rivier de Doubs en bezit de benedictijnenabdij van Saint-Ursanne.

## Externe link

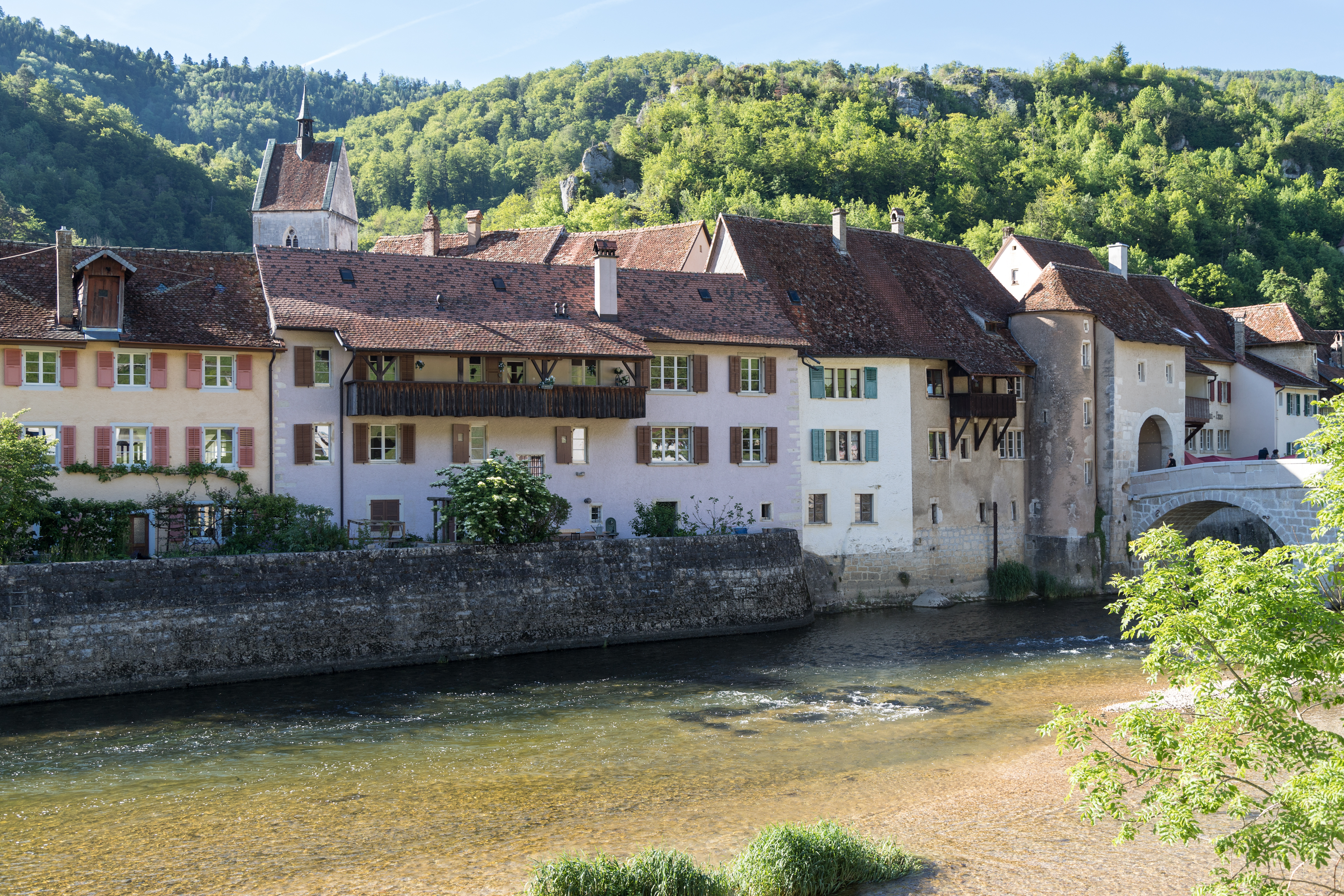
Saint-Ursanne aan de Doubs